# دولیو
دولیو (به لاتین: Douliu) یک شهر در تایوان است که در شهرستان یانلین واقع شده‌است.

## خصوصیات
دولیو ۹۳٫۷۱۵۱ کیلومترمربع مساحت و ۱۰۸٬۰۹۸ نفر جمعیت دارد.